# Jardín de plantas de Toulouse
El Jardín de plantas de Toulouse (en francés: Jardin des Plantes de Toulouse) es un jardín público, antiguo jardín botánico de 7 ha de extensión, cerca del centro de la ciudad de Toulouse.

## Localización
Forma un conjunto con la Grand-Rond, Boulingrin y el "Jardin Royal de Toulouse", de un conjunto de tres jardines situados al sureste del centro de la ciudad y se extiende entre l'allée Jules-Guesde, l'allée Frédéric-Mistral, la rue Alfred-Duméril y la rue Lamarck.
Es visitable a diario todo el año. La entrada es libre.

## Historia
El primer jardín de plantas de Toulouse fue creado en 1730 por la "Société des sciences de Toulouse" (Sociedad de las ciencias de Toulouse) y situado en el distrito de "Saint-Sernin", no lejos de la puerta Matabiau.
Sin embargo, la calidad de la tierra era deficiente, y en 1756 la colección botánica fue trasladada a la calle "Sénéchaussée" (ahora la calle de las flores). Este segundo jardín fue rodeado por unos muros y pasado el tiempo demostró ser demasiado pequeño.
En 1794, y gracias al naturalista Philippe Picot de Lapeyrouse, el jardín fue vuelto a trasladar a la parte del viejo recinto de los frailes carmelitas, en donde sigue estando actualmente.
Este tercer sitio se convirtió en un gran jardín botánico y también un lugar en donde los más pobres de la ciudad podían recoger las plantas medicinales que precisaran, viniendo a albergar unas 1.300 especies, locales y aclimatadas.
Por el decreto del 27 de julio de 1808, Napoleón dio en propiedad los terrenos y los edificios del jardín a la ciudad, y durante la batalla de Toulouse (el 10 de abril de 1814), el jardín fue utilizado como punto de la artillería.
En el 1817 fue creado un estanque, alimentado por las aguas del cercano canal du Midi. En 1885 el jardín fue ligeramente modificado debido a la construcción de la facultad de medicina, perdiendo una zona hacia la "allée Jules-Guesde", pero al mismo tiempo aumentando su tamaño hacia la "Grande Allée".
El jardín fue transformado para la celebración de la exposición internacional de 1887 y se convirtió a partir de entonces en jardín público.

## Actualmente
El actual Jardín Botánico Henri Gaussen, se ubica en el sureste del centro de la ciudad, en el distrito de "Busca" cerca del distrito del puente de las señoritas, cerca del canal du Midi.
Aunque estuviera originalmente fuera de las paredes de la ciudad, ahora está dentro de una zona densamente habitada que mezcla las viejas construcciones y los edificios más recientes.
Está delimitado por la Facultad de Medicina, el museo de historia natural, el teatro de Daniel-Sorano y la iglesia de Saint-Exupère.
Se encuentra muy cerca de Boulingrin pero una amplia avenida los separa aunque una pasarela de metal permite que los peatones puedan cruzar entre los dos parques públicos.
El jardín agrupa varios edificios antiguos: el museo de historia natural con fecha de finales del siglo XVI, la puerta este de entrada al jardín, que es una reconstrucción de una de las puertas del antiguo Capitolio y data de 1886 y la puerta norte en la calle de Ozenne, que fue diseñada en 1806 por Jacques-Pascal Virebent.

Escenas
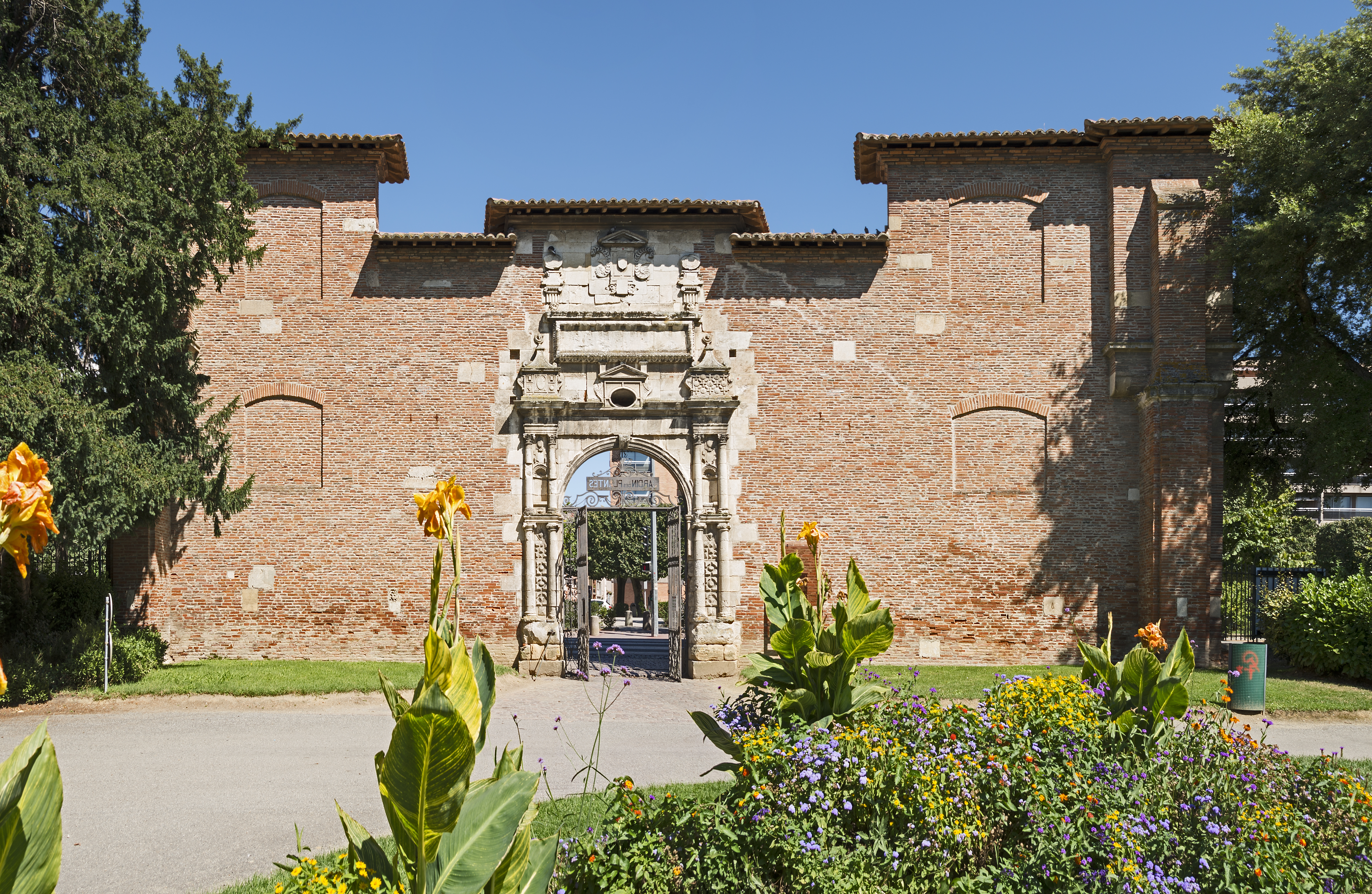
Antigua puerta del Capitolio de Toulouse, fue trasladada al jardín en 1886
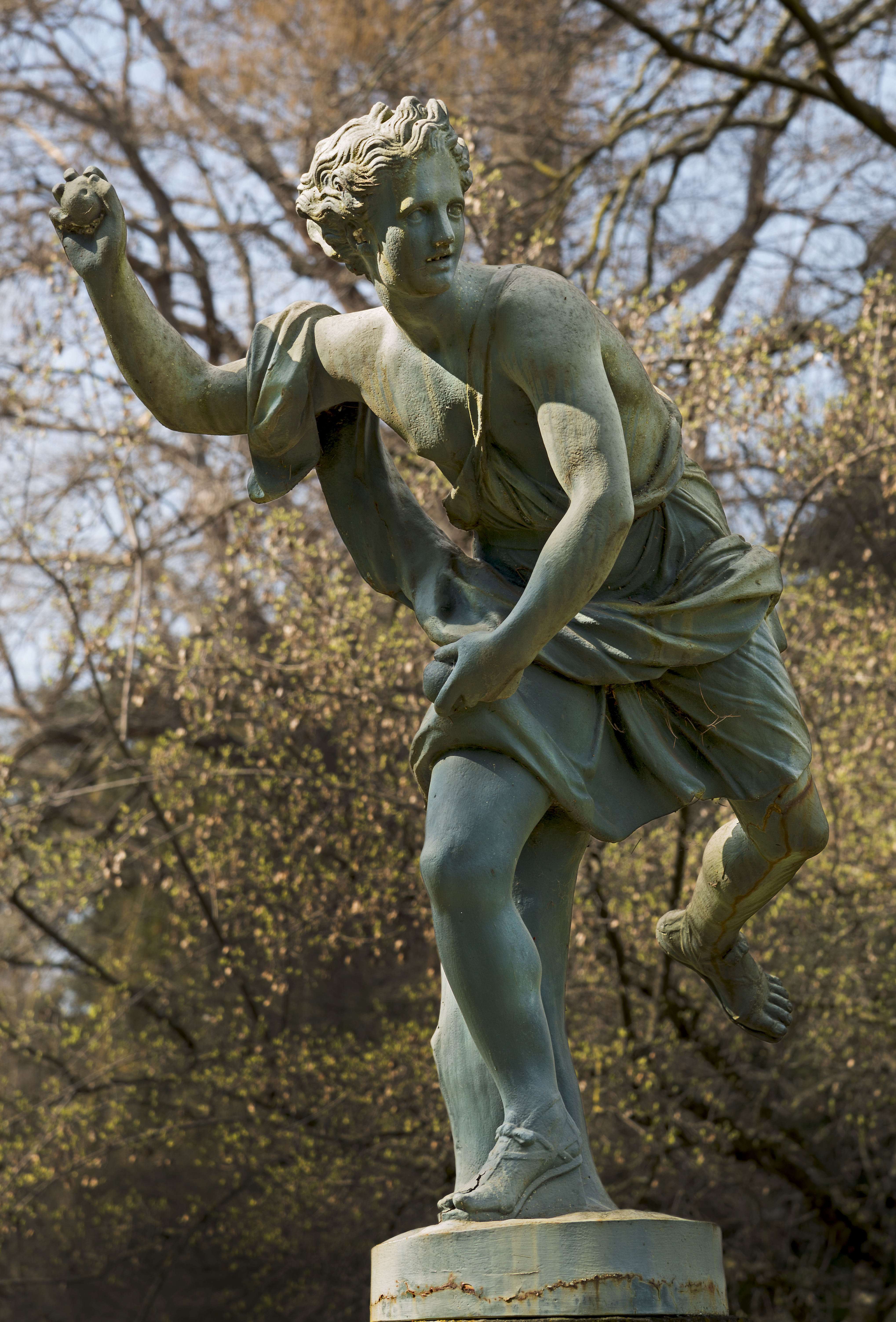
"Hippomène", estatua de Guillaume Coustou.
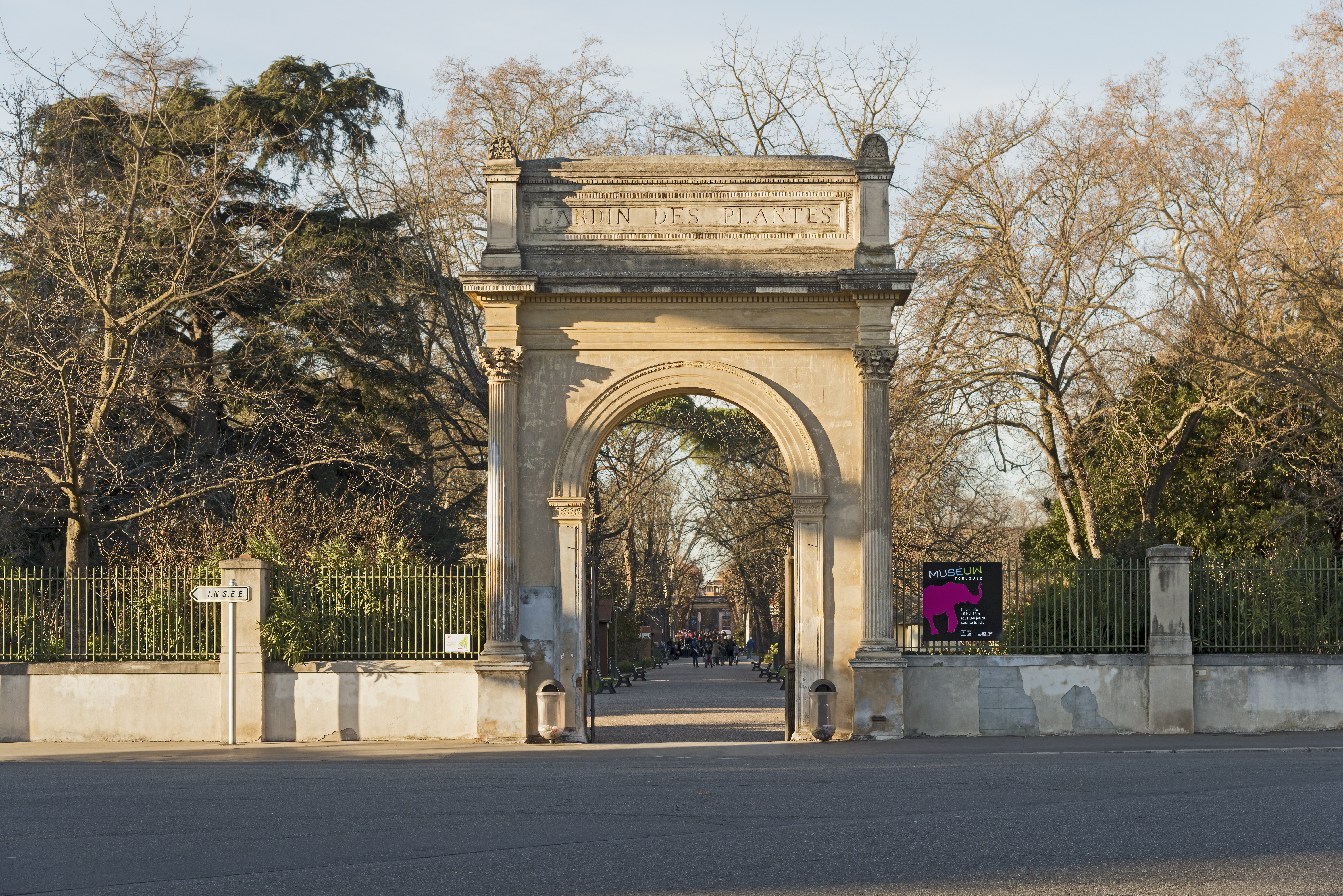
Arco de paso.
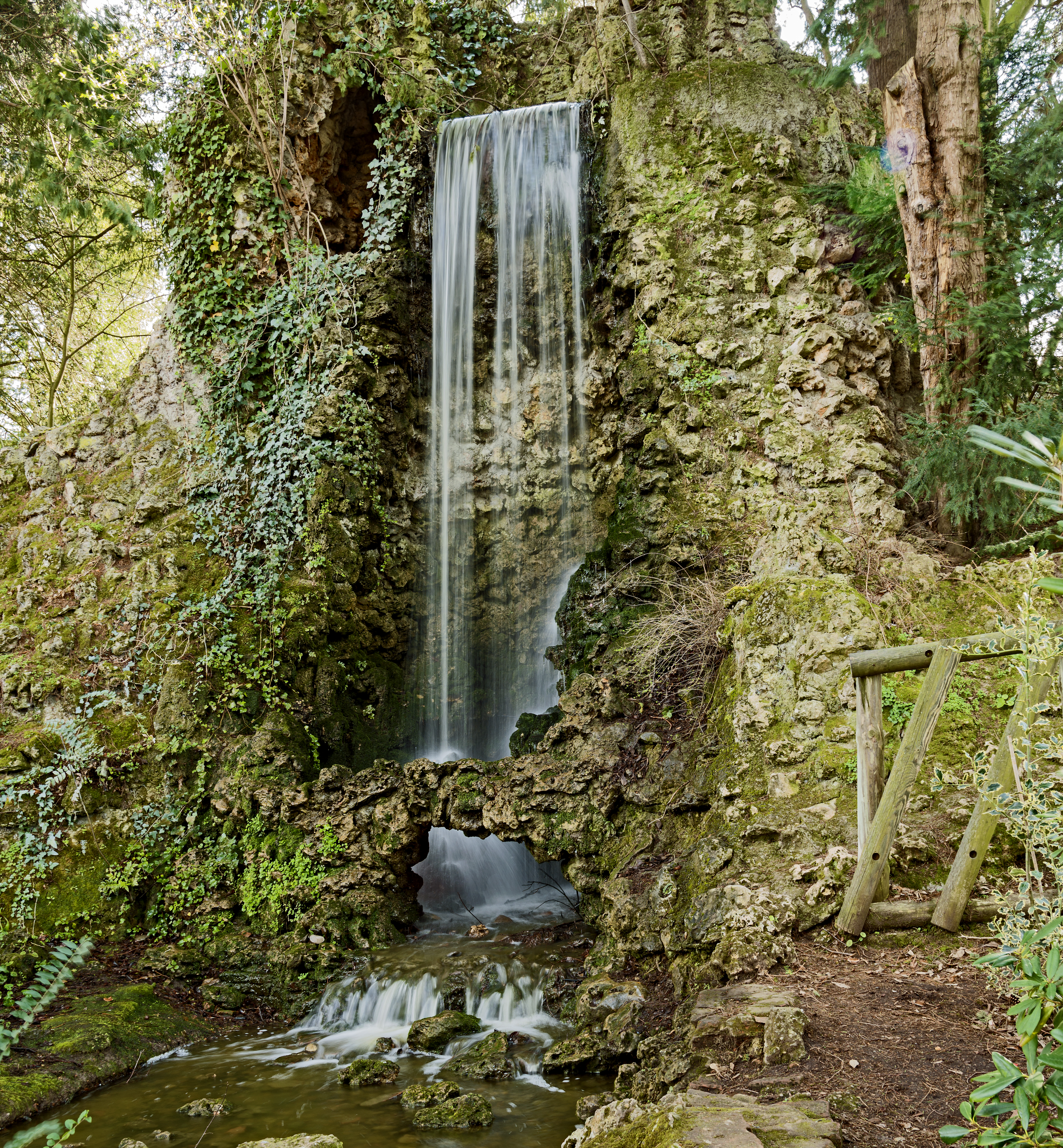
Cascada.
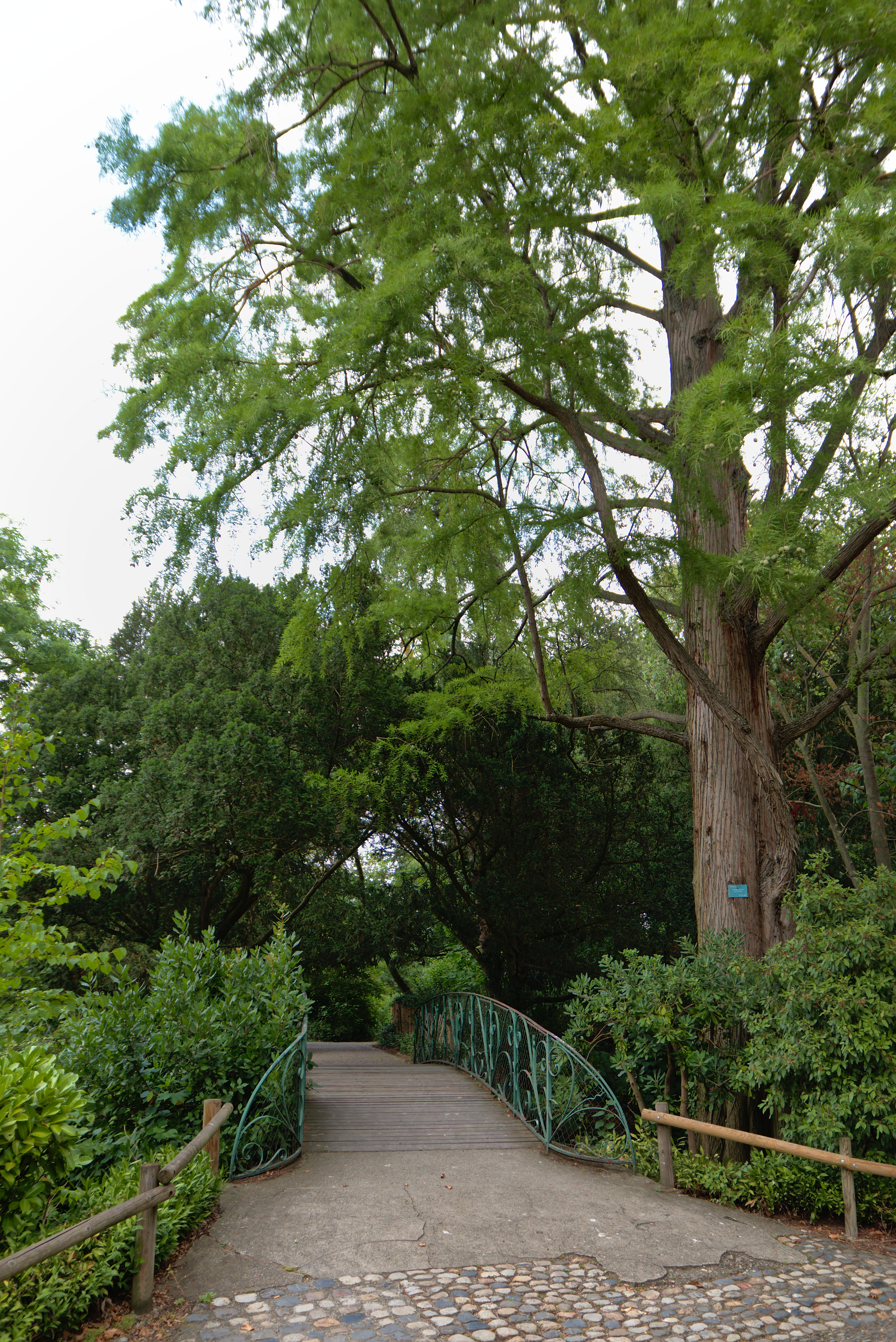
Puente
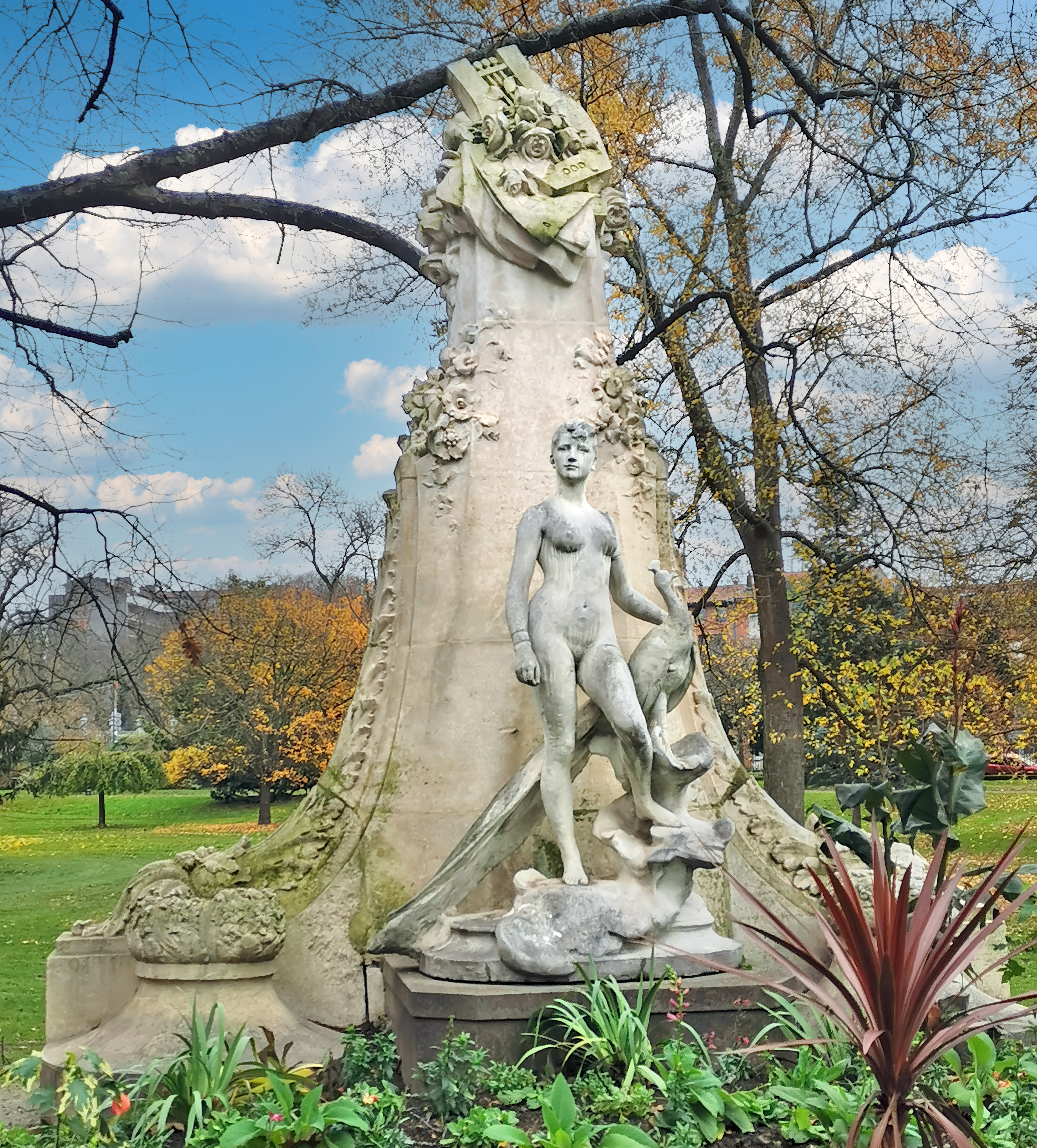
'La mujer del pavo real' de Falguière